# Димитриадис, Константинос
Константинос Димитриадис (греч. Κωνσταντηνος Δημητριαδης; 1881, Стенимахос (ныне Асеновград, Болгария) — 28 октября 1943, Афины) — греческий скульптор.

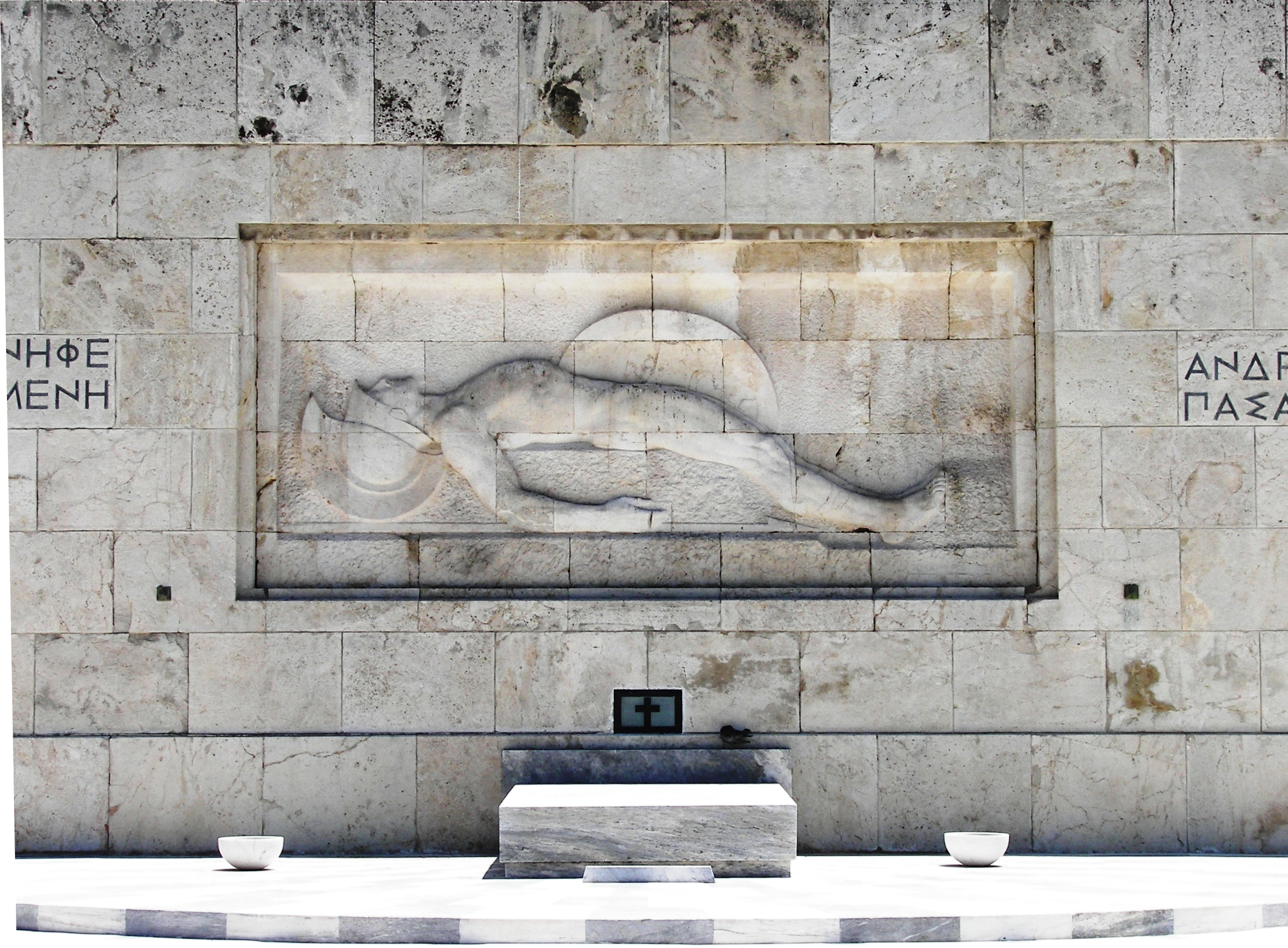
Памятник Неизвестному солдату

«Дискобол» Димитриадиса, напротив Олимпийского стадиона, Афины.

Окончил Афинскую высшую школу искусств, класс скульптуры Георгиоса Врутоса (Γεωργιος Βρουτος). В 1903 году получил стипендию имени греческого мецената Георгиоса Авероффа для продолжения учёбы в Мюнхене. В следующем году переехал в Париж, где продолжил учёбу в Académie de la Grande Chaumière и École des Beaux-Arts.
В 1905 году открыл своё ателье в Париже, а позже и второе ателье в Лондоне. Участвовал в Олимпийских Играх 1924 года в Париже в соревновании скульпторов и был удостоен золотой медали за скульптуру «Дискобол». Оригинал скульптуры был в 1926 году установлен в Центральном парке Нью-Йорка, затем перенесён ко входу на стадион на острове Рэндоллс-Айленд и в 1999 году вновь открыт после реставрации; копия установлена в Афинах, напротив древнего Панафинского стадиона).
С 1930 года и до самой смерти был преподавателем Афинской Высшей Школы Искусств, класс скульптуры. По инициативе Димитриадиса были созданы филиалы Школы в Дельфах и на островах Идра и Миконос. Также по его инициативе Греция участвовала в 20-й Венецианской Биеннале 1936 года.
В сотрудничестве с скульпторами Рок, Фокион (Φωκιωνας Ρωκ) и Томопулос, Томас (Θωμας Θωμοποθλος) создал в 1932 году. Памятник Неизвестному Солдату на площади Конституции перед Греческим Парламентом. Бюсты и публичные памятники созданные Димитриадисом характеризуются реализмом. Однако его более частные работы находится под влиянием Родена. К таким работам относятся «Побежденные жизнью» (12 изображений, 1905—1914, не закончены по причине начала Первой мировой войны), «Женский торс» (1920, Афинская Национальная галерея), «Танцовщица» (1920, Афинская Национальная галерея).